# Liste der Kulturgüter in Rorschach
Die Liste der Kulturgüter in Rorschach enthält alle Objekte in der Gemeinde Rorschach im Kanton St. Gallen, die gemäss der Haager Konvention zum Schutz von Kulturgut bei bewaffneten Konflikten, dem Bundesgesetz vom 20. Juni 2014 über den Schutz der Kulturgüter bei bewaffneten Konflikten sowie der Verordnung vom 29. Oktober 2014 über den Schutz der Kulturgüter bei bewaffneten Konflikten unter Schutz stehen.
Objekte der Kategorien A und B sind vollständig in der Liste enthalten, Objekte der Kategorie C fehlen zurzeit (Stand: 1. Januar 2023).

## Kulturgüter
| Foto |                                                                                           | Objekt | Kat. | Typ | Standort                             | Beschreibung |
| ---- | ----------------------------------------------------------------------------------------- | --- | ---- | --- | ------------------------------------ | --- |
| ja   | Datei hochladen · Wikidata zu Ehemaliges Benediktinerkloster Mariaberg (Q8987498)         | Ehemaliges Benediktinerkloster Mariaberg (Kantonales Lehrerseminar / Pädagogische Hochschule) KGS-Nr.: 08258 | A    | G   | Seminarstrasse 27 754991 / 260013    | |
| ja   | Datei hochladen · Wikidata zu Ehemaliges Kornhaus (Q29523936)                             | Ehemaliges Kornhaus KGS-Nr.: 08259                                                                           | A    | G   | Hauptstrasse 58 754739 / 260739      | |
| ja   | Datei hochladen · Wikidata zu Katholische Kirche St. Kolumban und Konstantius (Q29786772) | Katholische Kirche St. Kolumban und Konstantius KGS-Nr.: 08261                                               | A    | G   | Kaplaneiweg 3a 755047 / 260538       | |
| ja   | Datei hochladen · Wikidata zu Katholische Jugendkirche (Q29786769)                        | Katholische Jugendkirche KGS-Nr.: 08260                                                                      | B    | G   | Promenadenstrasse 91 754900 / 260180 | |
| ja   | Datei hochladen · Wikidata zu Amtshaus (Q29786759)                                        | Amtshaus KGS-Nr.: 08262                                                                                      | B    | G   | Mariabergstrasse 15 754879 / 260504  | |
| ja   | Datei hochladen · Wikidata zu Reformierte Kirche (Q29786776)                              | Reformierte Kirche KGS-Nr.: 08263                                                                            | B    | G   | Signalstrasse 38 754725 / 260210     | |
| ja   | Datei hochladen · Wikidata zu Rathaus, Bayersches Haus (Q29786773)                        | Rathaus, Bayersches Haus KGS-Nr.: 08264                                                                      | B    | G   | Hauptstrasse 29 754990 / 260600      | |
| ja   | Datei hochladen · Wikidata zu Badhütte (Q29786760)                                        | Badhütte KGS-Nr.: 10147                                                                                      | B    | G   | Thurgauerstrasse 28 754349 / 260836  | Die 1924 gebaute Badeanstalt galt bis zu ihrer vollständigen Zerstörung durch Brand im Jahr 2024 als Baudenkmal von herausragender historischer und architektonischer Bedeutung und war die letzte ihrer Art und Grösse am Bodensee |
| ja   | Datei hochladen · Wikidata zu Buolsches Haus (Q29786765)                                  | Buolsches Haus KGS-Nr.: 14051                                                                                | B    | G   | Hauptstrasse 33 754960 / 260595      | |
| ja   | Datei hochladen · Wikidata zu Villa Wichenstain (Q29786777)                               | Villa Wichenstain KGS-Nr.: 14053                                                                             | B    | G   | Promenadenstrasse 92 754846 / 260214 | |
| ja   | Datei hochladen · Wikidata zu Bahnhofsgebäude Rorschach (Q29786763)                       | Bahnhof KGS-Nr.: 14103                                                                                       | B    | G   | Churerstrasse 17 755752 / 260643     | 1893 erbautes Empfangsgebäude des 1856 in Betrieb genommenen Bahnhofs Rorschach |
| BW   | Datei hochladen · Wikidata zu Museum im Kornhaus (Q118780166)                             | Museum im Kornhaus KGS-Nr.: 16700                                                                            | B    | S   | Hauptstrasse 58 754739 / 260739      | |
| ja   | Datei hochladen · Wikidata zu Kettenhaus (von Bayer) (Q118780366)                         | Kettenhaus (von Bayer) KGS-Nr.: 16701                                                                        | B    | G   | Hauptstrasse 39 754941 / 260611      | |
| ja   | Datei hochladen · Wikidata zu Engelapotheke (Q118783886)                                  | Engelapotheke KGS-Nr.: 16702                                                                                 | B    | G   | Hauptstrasse 49 754890 / 260619      | |
| ja   | Datei hochladen · Wikidata zu Restaurant Mariaberg (Q118788368)                           | Restaurant Mariaberg KGS-Nr.: 16703                                                                          | B    | G   | Hauptstrasse 45 754907 / 260616      | |